# Jaroslavl - en gammel by ved Volga
Jaroslavl - en gammel by ved Volga er en dansk dokumentarfilm fra 1968 med instruktion og manuskript af Tørk Haxthausen.

## Handling
Den 9-årige Sasha bor i Jaroslavl ved Volga. Sommerferien tilbringer han mest sammen med sin bedstefar, der er pensioneret kaptajn. Også hans far er kaptajn - på en hydrofoil-båd, moderen er farmaceut, mens bedstemoderen står for husholdningen. Bedstefaderen fortæller Sasha om gamle dage, om pramdragerne og om sin hårde barndom med 14-16 timers arbejdsdag.